# Maxim Scurtul
Maxim Scurtul (în rusă Максим Васильевич Скуртул; n. 21 ianuarie/3 februarie 1911, Ananiev, gubernia Herson, Imperiul Rus – d. 20 martie 1993) a fost un om de stat sovietic moldovean. 

## Biografie
S-a născut în 1911 în Ananiev (azi în Ucraina). A devenit membru PCUS în 1939. A luptat în Al Doilea Război Mondial. 
În 1951 a absolvit Școala Superioară de Partid de pe lângă CC al PCUS. În perioada 1940-1941 și 1944-1945 a fost secretar adjunct al CC al ULCT. Între anii 1945-1948 a fost secretar al prezidului Sovietului Suprem al RSS Moldovenești. În perioada 1953-1961 a fost secretar al CC al Partidului Comunist al Moldovei. În perioada 1961-1962 a fost ministru al colectării al RSS Moldovenești. A fost deputat în Sovietul Suprem al Uniunii Sovietice, precum și în Sovietul Suprem al RSS Moldovenești. 
A decedat în 1993.